# Jacques Maus
Jacques Marie Joseph Jules Jean Corneille Maus, född 28 oktober 1905 i Bryssel, var en belgisk bobåkare. Han deltog vid olympiska vinterspelen 1932 i Lake Placid i tvåmansbob och placerade sig på plats nummer 10.